# Formula Renault 2.0 Netherlands 2005
Formula Renault 2.0 Netherlands 2005 var ett race som var den sista säsongen av Formula Renault 2.0 Netherlands. Mästare blev Renger van der Zande, vilket var nederländarens stora genombrott. Serien besökte även Sverige och Mantorp Park. Merparten av tävlingarna gick på Zandvoort, på olika varianter av banlängd.

## Kalender
| Bana                         | Segrare Race 1       | Segrare Race 2       |
| ---------------------------- | -------------------- | -------------------- |
| Circuit Park Zandvoort       | Junior Strous        | -                    |
| Circuit de Spa-Francorchamps | Pieter Belmans       | -                    |
| Circuit Park Zandvoort       | Junior Strous        | Junior Strous        |
| Circuit Park Zandvoort       | Junior Strous        | Renger van der Zande |
| TT Circuit Assen             | Bas Lammers          | Renger van der Zande |
| Mantorp Park                 | Junior Strous        | Junior Strous        |
| Circuit Park Zandvoort       | Renger van der Zande | Renger van der Zande |

## Slutställning
| Plats | Förare               | Poäng |
| ----- | -------------------- | ----- |
| 1     | Renger van der Zande | 203   |
| 2     | Junior Strous        | 152   |
| 3     | Récardo Bruins       | 133   |
| 4     | Bas Lammers          | 125   |
| 5     | Mervyn Kool          | 88    |
| 6     | Ricardo van den Ende | 87    |
| 7     | Carlo van Dam        | 74    |
| 8     | Herbert van der Slik | 58    |